# Belver (Carrazeda de Ansiães)
Pour les articles homonymes, voir Belver.

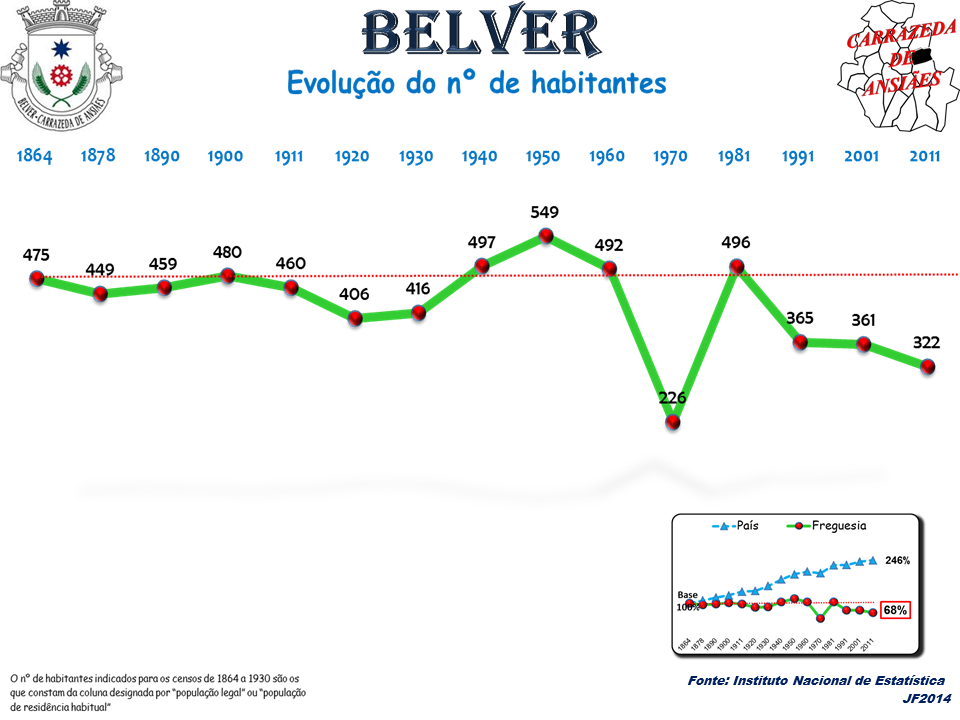
Évolution du nombre d'habitants de Belver de 1864 à 2011

Belver et Mogo de Malta est un village portugais de la municipalité de Carrazeda de Ansiães.